# Kushult
Kushult är en by i Ödeshögs kommun, Östergötland. Kushult tillhör Stavabygden.
Kushult omfattar 1 mantal, med Näteryd 1 1/4 mantal. Arealen är 155 
hektar.

## Skiftesförrättningar
Storskifte genomfördes 1785 och laga skifte 1845. Dessutom finns en äldre karta, en arealavmätning från omkring år 1700.
Vid genomförandet av storskiftet bestod Kushult av två halvgårdar. Den ena var skatteköpt och den andra var en kronogård. Till varje halvgård fanns två ägare. 
Där fanns således fyra bönder. Samtidigt pågick då ett generationsskifte, vilket gör bilden lite osäker. 
Husen i byn låg väl samlade i en klunga, norr om vägen från Skrädeberg mot Rossholmen och Bankaby.
Utöver storskiftet 1785 och laga skiftet 1845 har också andra skiften företagits. År 1818 ägde Peter Pantzar och Peter Engel tillsammans ¼-del i 
Kushult. De lät då skifta denna och fick då var sin 1/8-del.

## Väg
Vägen förbi Kushult var Bankabys kyrkväg till Skrädeberg.

## Torp
Kushult är ett rusthåll och allt sedan indelningsverkets tillkomst 1680 har det funnits ett soldattorp nämligen den gamla gården Brändebol.
Den förste kände soldaten var Lars Persson, omnämnd första gången 1694.
Den siste var Karl August Ax, omnämnd 1900. 

## Fogdar
1647 uppgick Kushult i Visingsborgs grevskap och då fick Per Brahes befallningsman eller fogde sitt boställe i Kushult. Den första fogden hette Anders Ingemarsson som dog 1658 eller 1659. Han efterträddes av fogden Anders Skog som var gift med en dotter till borgmästaren Lars Svensson i Gränna. Anders Skog dog i Kushult 1696. 
En dotter till honom, Brita Skog, gifte sig 1711 med kornetten Gabriel Elfving från Mjölby. Kornett var en officersgrad vid kavalleriet på den tiden. De bodde sedan i Kushult. Brita Skog dog där 1729.

## Släkten von Brobergen
Omkring 1700 kom rusthållaren och f d fältväbeln Sven von Brobergen till Kushult genom gifte med en annan dotter till Anders Skog.